# Бэран, Пол
Пол Бэран (при рождении — Пе́йсах Бара́н; 1926—2011) — американский инженер и изобретатель в области информатики, один из создателей Интернета.

## Биография
Родился в городе Гродно на территории Польши (ныне Беларусь), третьим ребёнком в еврейской семье. Его родители, Мойше (Моррис) Баран (1884—1979) и Хана-Фейга (Анна) Серейская (1888—1972), происходили из местечка Сидра Соколковского уезда Гродненской губернии. В 1928 году он с семьёй переехал в США. Сначала семья поселилась в Бостоне, где его отец устроился разнорабочим на обувную фабрику; затем перебралась в Филадельфию, где отец открыл овощную лавку.
Бакалавр (Технологический институт Дрекселя, 1949), магистр (Калифорнийский университет в Лос-Анджелесе, 1959).
Работал в лабораториях министерства обороны США.
Разработал механизм передачи информации от компьютера к компьютеру, который лег в основу сети ARPANET. В 2008 году награждён президентом США за вклад в развитие технологий.
Сын — Дэвид (David Franklin Baran), есть трое внуков.

## Награды
- Золотая медаль имени Александра Грэма Белла (1990)
- Премия Маркони (1991)
- EFF Pioneer Award (1993)
- C&C Prize (1996)
- Премия Бауэра (2001)
- Национальная медаль США в области технологий и инноваций (2007)
- Зал славы Интернета (2012)

Его имя входит в Зал славы изобретателей в Акроне, штат Огайо.